# Oberstes Volksgericht der Volksrepublik China

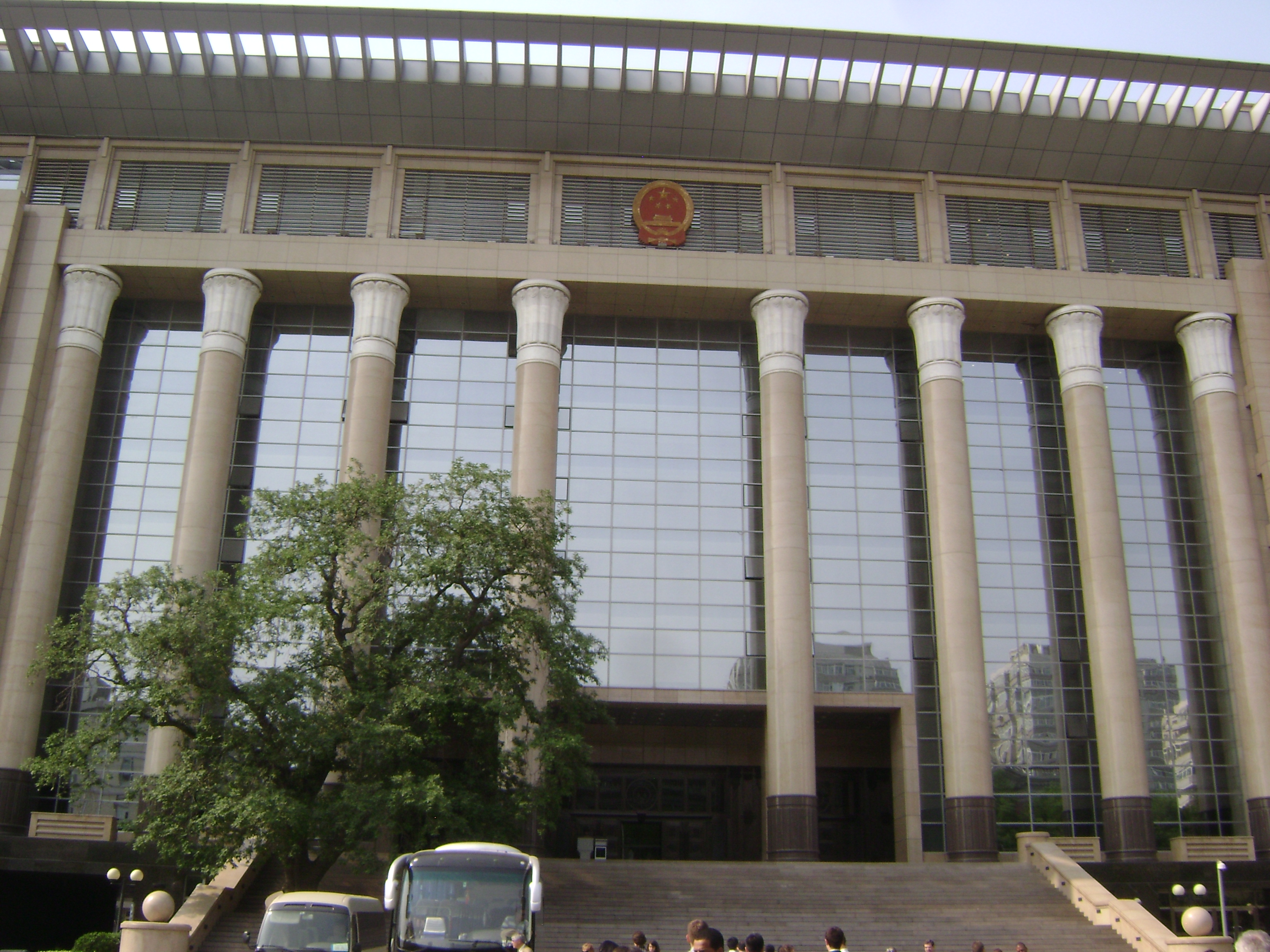
Gebäude des Obersten Gerichts in Peking

Bezirke der Außenstellen des Obersten Gerichts
1. Bezirk (Shenzhen)
2. Bezirk (Shenyang)
3. Bezirk (Nanjing)
4. Bezirk (Zhengzhou)
5. Bezirk (Chongqing)
6. Bezirk (Xi’an)

Das Oberste Volksgericht der Volksrepublik China (chinesisch 中华人民共和国最高人民法院, Pinyin Zhōnghuá Rénmín Gònghéguó Zuìgāo Rénmín Fǎyuàn; kurz 最高法) wurde am 22. Oktober 1949 errichtet und ist das höchste Gericht in der Volksrepublik China. Es hat seinen Hauptsitz in Peking und sechs Außenstellen (巡回法庭 Xúnhuí fǎtíng ‚Circuit Courts‘) in Shenzhen, Shenyang, Nanjing, Zhengzhou, Chongqing und Xi’an. Für die Sonderverwaltungszonen Hongkong und Macau sind andere letztinstanzliche Gerichte zuständig.
Dem Obersten Volksgericht obliegt die Kontrolle der Rechtsprechung der chinesischen Volksgerichte aller Instanzen. Das Oberste Volksgericht ist dem Nationalen Volkskongress rechenschaftspflichtig. Der Präsident, die Vizepräsidenten und die übrigen Mitglieder des Gerichtes werden vom Nationalen Volkskongress ernannt. Präsident des Gerichtes ist seit 2013 Zhou Qiang. Die etwa 340 Richter werden für eine jeweils 5-jährige Amtszeit ernannt; eine Verlängerung ist möglich.
An Spruchabteilungen (庭 tíng) bestehen fünf für Straf-, vier für Zivil-, eine für Umwelt- und eine für Verwaltungssachen. Der dritten Zivilabteilung ist ein Gericht für geistiges Eigentum (知识产权法庭 Zhīshì chǎnquán fǎtíng), der vierten Zivilabteilung der China International Commercial Court (CICC; 国际商事法庭 Guójì shāngshì fǎtíng) mit Standorten in Shenzhen und Xi’an untergeordnet.

## Präsidenten
- Shen Junru: 1949–1954
- Dong Biwu: 1954–1959
- Xie Juezai: 1959–1965
- Yang Xiufeng: 1965–1975
- Jiang Hua: 1975–1983
- Zheng Tianxiang: 1983–1988
- Ren Jianxin: 1988–1998
- Xiao Yang: 1998–2007
- Wang Shengjun: 2008–2013
- Zhou Qiang: seit 2013